# Schöckl-Seilbahn
| Schöckl-Seilbahn                               | Schöckl-Seilbahn                      |
| ---------------------------------------------- | ------------------------------------- |
| Die neue Seilbahn, im Hintergrund St. Radegund |                                       |
| Standort:                                      | St. Radegund, Österreich              |
| Bauart:                                        | Einseilumlaufbahn                     |
| Baujahr:                                       | 1951, 1995                            |
| Berg:                                          | Schöckl                               |
| Talstation:                                    | St. Radegund, 780 m                   |
| Höhendifferenz:                                | 656 m                                 |
| Bergstation:                                   | nahe Stubenberghaus, 1436 m           |
| Streckenlänge:                                 | 2087 m                                |
| Fahrdauer:                                     | 7 min                                 |
| Anzahl der Gondeln:                            | 44 Stk.                               |
| Anzahl der Stützen:                            | 10 Stk.                               |
| Kapazität:                                     | 6 Pers./Gondel, 800–1000 Pers./Stunde |
| Hersteller:                                    | Girak                                 |
| Betreiber:                                     | Schöckl Seilbahn GmbH (Holding Graz)  |
| Website:                                       | www.schoeckl.at                       |

Die Schöckl-Seilbahn erschließt von St. Radegund bei Graz den Grazer Hausberg Schöckl. Die Seilbahn ist in der Sommer- und Wintersaison in Betrieb und war einst Zubringer für das wegen der schlechten Schneelage geschlossene Schigebiet am Berg.

## Geschichte

Eine Gondel der alten Seilbahn in einem Grazer Garten aufgestellt

### Erste Seilbahn
Bereits 1950/1951 wurde die erste Seilbahn auf den Schöckl mit damals hochmodernen kuppelbaren Gondeln nach dem Zweiseil-Umlaufprinzip System Wallmannsberger durch die Wiener Brückenbau und Eisenkonstruktions A. G. errichtet und am 21. März 1951 eröffnet. Diese Bahn war die erst dritte Bahn, die nach diesem 1947 entwickelten Prinzip gebaut wurde. Sie verfügte über 40 4-Personengondeln aus Aluminium und Holz. Eine Fahrt über die 9 Stützen und ein Kuppengerüst dauerte 14 Minuten. Die Kapazität betrug 600 Personen in der Stunde. Die vom Freizeitunternehmen der Grazer Stadtwerke betriebene Seilbahn war sehr beliebt, im Sommer bei Wanderern, im Winter bei Wintersportlern, als man noch oft mit Schiern bis ins Tal fahren konnte.

### Nordlift

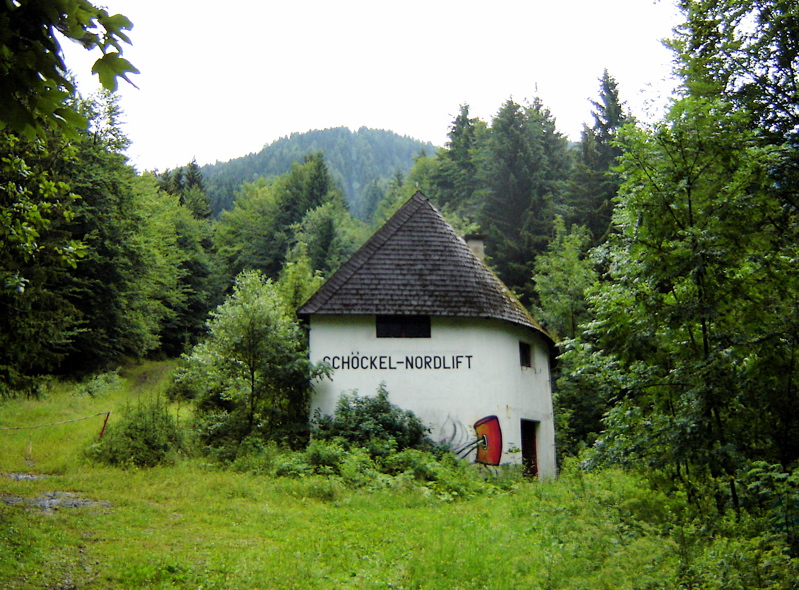
Talstation des abgetragenen Nordlifts

Zwei Jahre später, 1953, wurde auch auf der gegenüberliegenden Nordseite von Semriach (1045 m) aus ein Einer-Sessellift der Firma Wolf und Switzeny gebaut. Die Bergstation befand sich unweit der Seilbahn-Bergstation auf 1438 m Seehöhe. Der Lift überwand 393 Höhenmeter und wurde bis 1985 in der Originalausstattung betrieben. Die letzten Stützen wurden erst 20 Jahre später abgebaut, heute stehen nur mehr die Stationsgebäude. Ein Sessel des Nordlift ist im Technischen Museum Wien erhalten geblieben.

### Konkurrenz zur Mautstraße
Da der Berg ab 1964 auch über eine private mautpflichtige Straße, die Schöcklhöhenstraße, erreichbar war, gab es zur Seilbahn Konkurrenz. Der Schibetrieb war in den letzten Jahren auch nur mehr am Gipfel des Berges möglich. Ein rentabler Betrieb einer modernen Bahn, die die veraltete ersetzen musste, war erst ab 1993 möglich, als nach langen Kontroversen die Mautstraße für den Individualverkehr gesperrt wurde – gegen eine Abschlagzahlung an den Eigentümer.

### Neubau
1995 wurde die nach 44 Jahren völlig veraltete Seilbahn komplett umgebaut. Das System wurde von Zweiseil- auf Einseilumlaufbahn mit modernen 6er-Panoramakabinen geändert. Die alten silberfarbenen 4er-Gondeln wurden auch an Private verkauft. Eine der alten grünen Stützen wurde neben dem Eingang aufgestellt. Neben der Talstation wurde ein gebührenpflichtiger Parkplatz für 320 Autos errichtet. Jährlich werden nun ca. 150.000 Personen befördert. Die Schöckl Seilbahn GmbH ist heute ein Tochterunternehmen der Holding Graz Kommunale Dienstleistungen GmbH.

## Infrastruktur
In den beiden Stationen der Seilbahn befinden sich Restaurants, für Gehbehinderte stehen zwei spezielle Gondeln zur Verfügung. Da der Berg bei Mountainbikern sehr beliebt ist, gibt es eigene Gondeln für den Transport von Fahrrädern.
Bei der Bergstation wurde auch eine rund 1000 m lange Allwetterrodelbahn mit dem Namen Hexenexpress errichtet, die jedoch aus Sicherheitsgründen nicht bei Nässe betrieben werden darf. Der Name bezieht sich auf die Schöcklhexe, eine laut Sage am Berg beheimatete Wetterhexe. Die Abfahrt führt in Serpentinen zur Halterhütte, von wo die Rodeln mit einem Lift wieder hinaufgezogen werden.

## Bilder

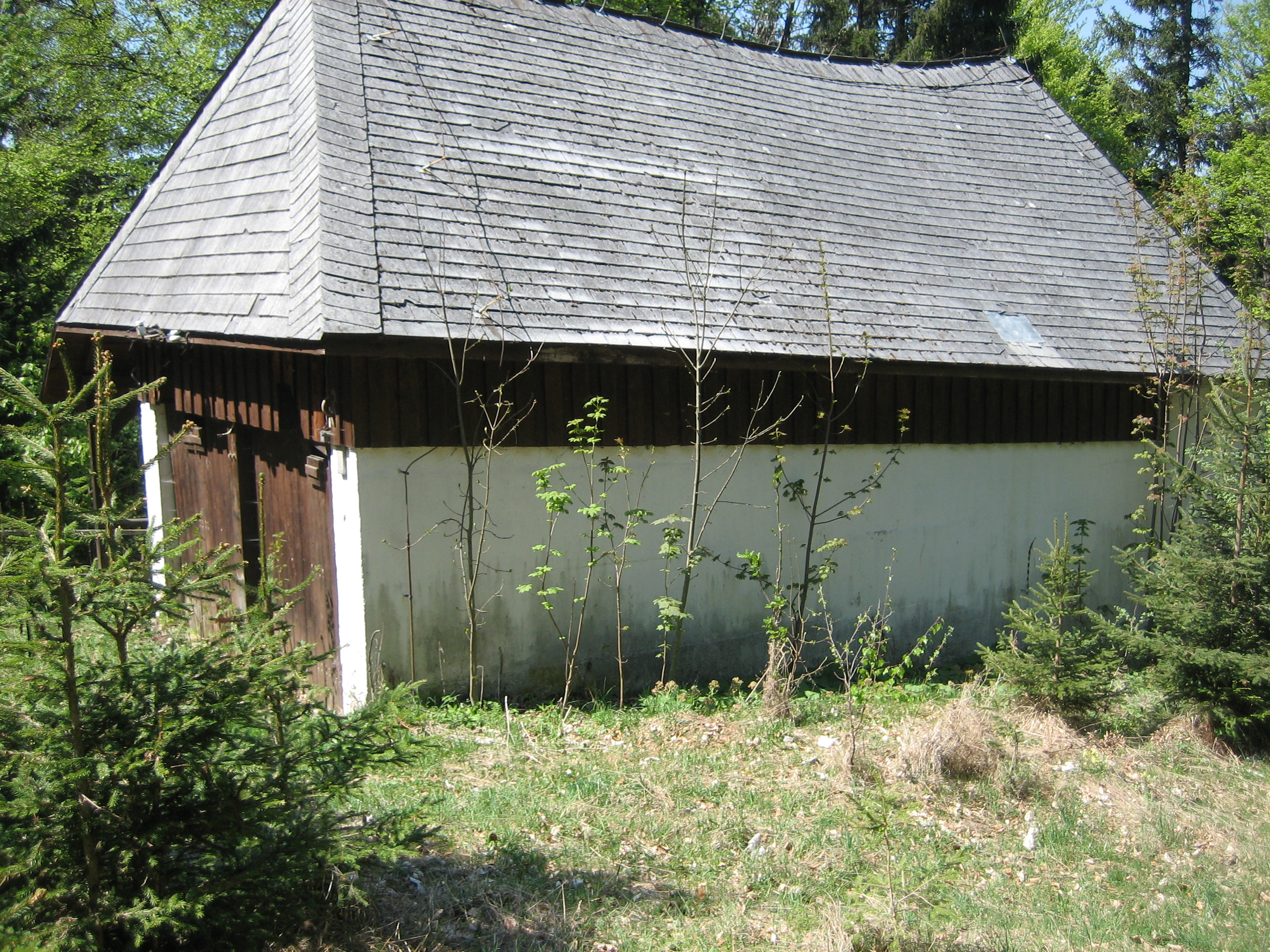
Nordlift: Talstation
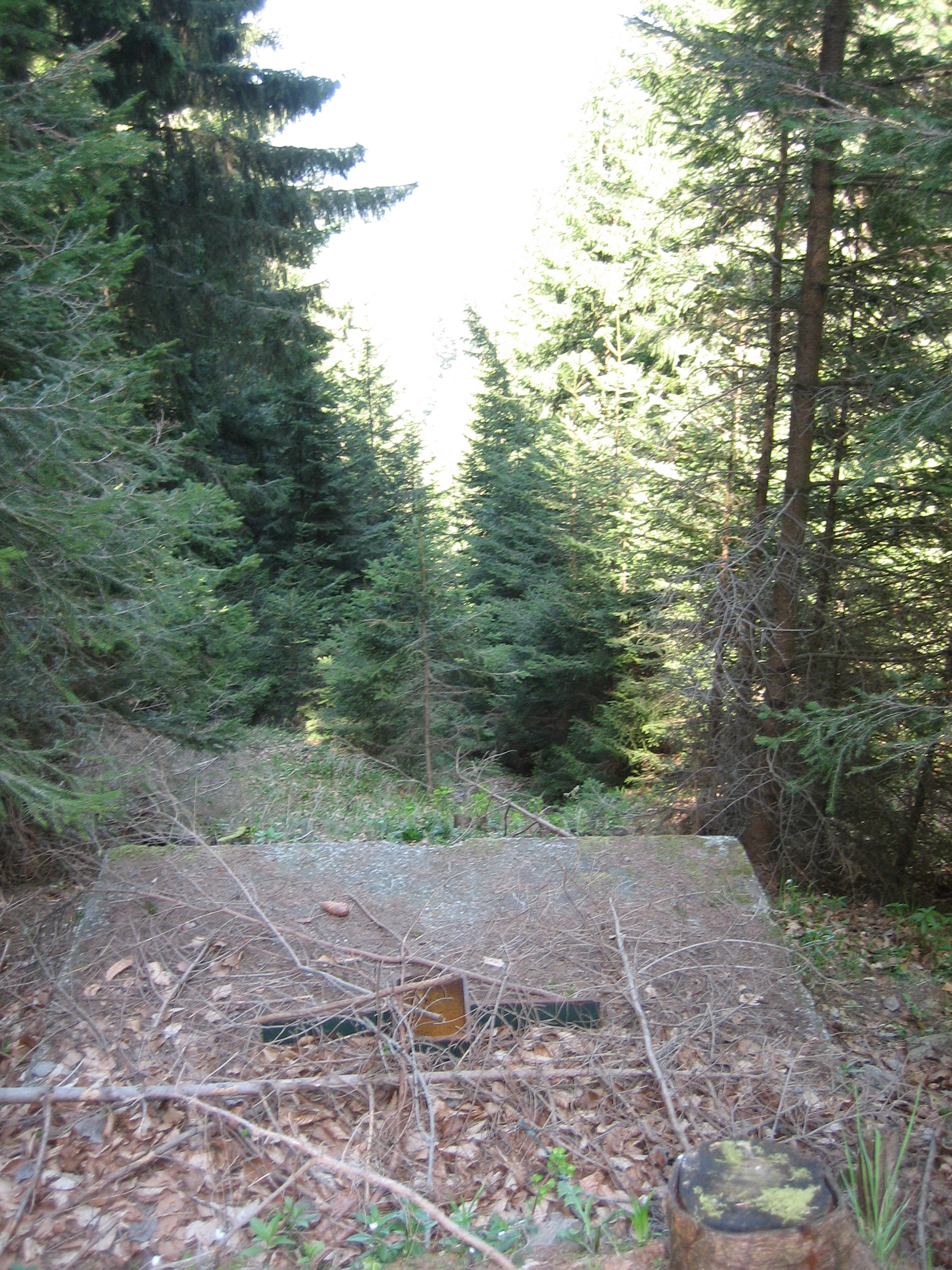
Nordlift: Trasse
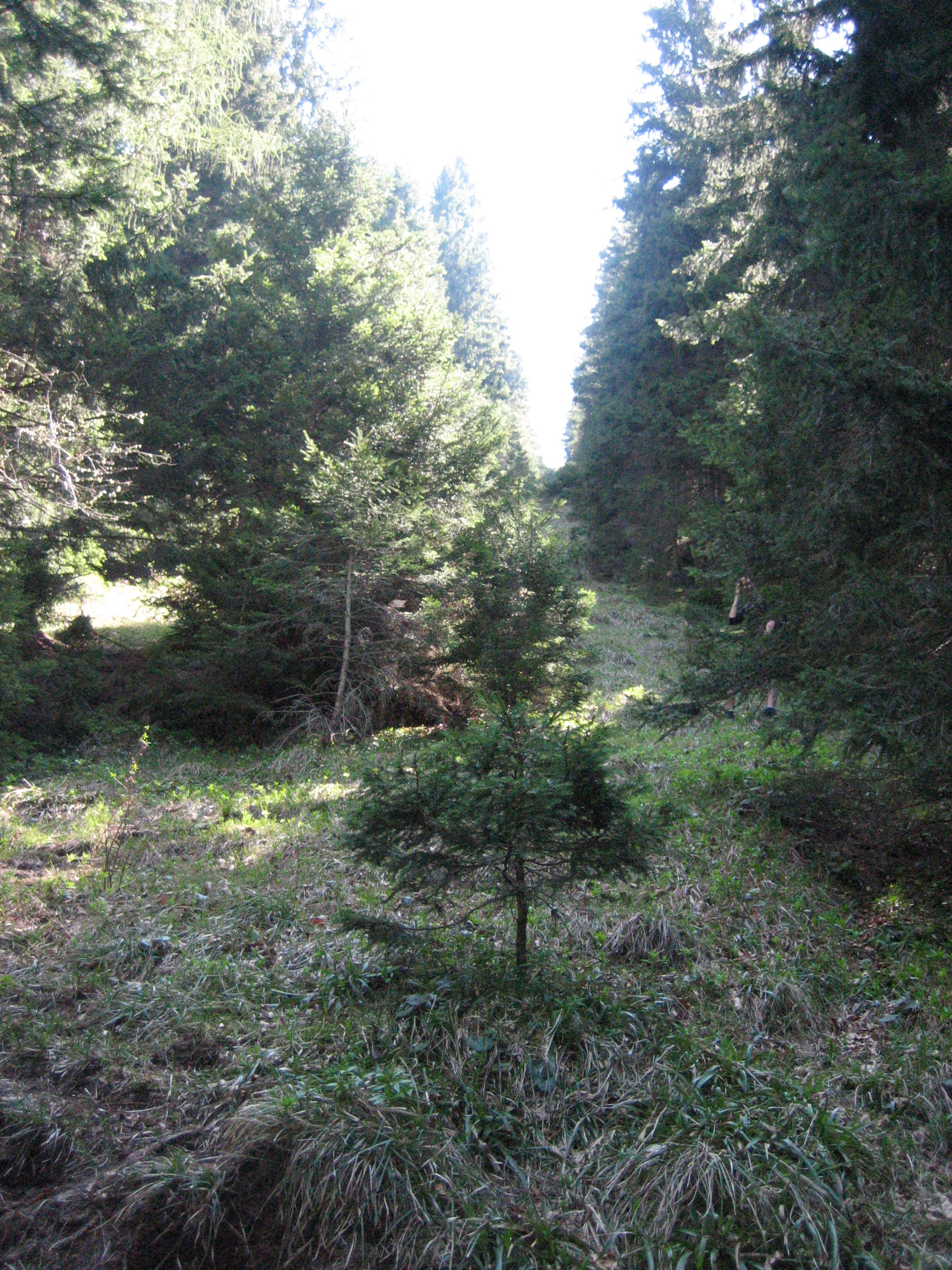
Nordlift: Trasse
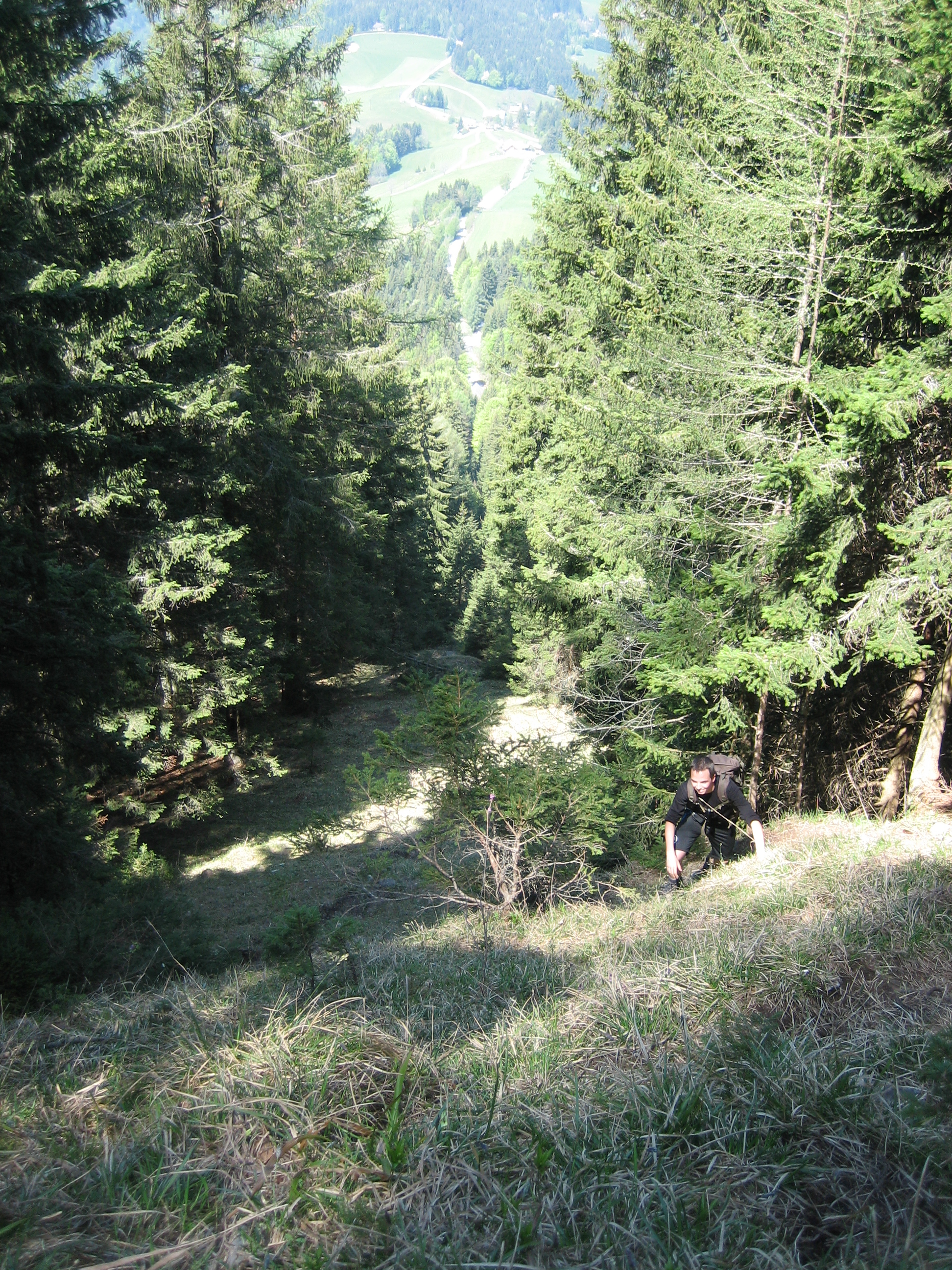
Nordlift: Trasse
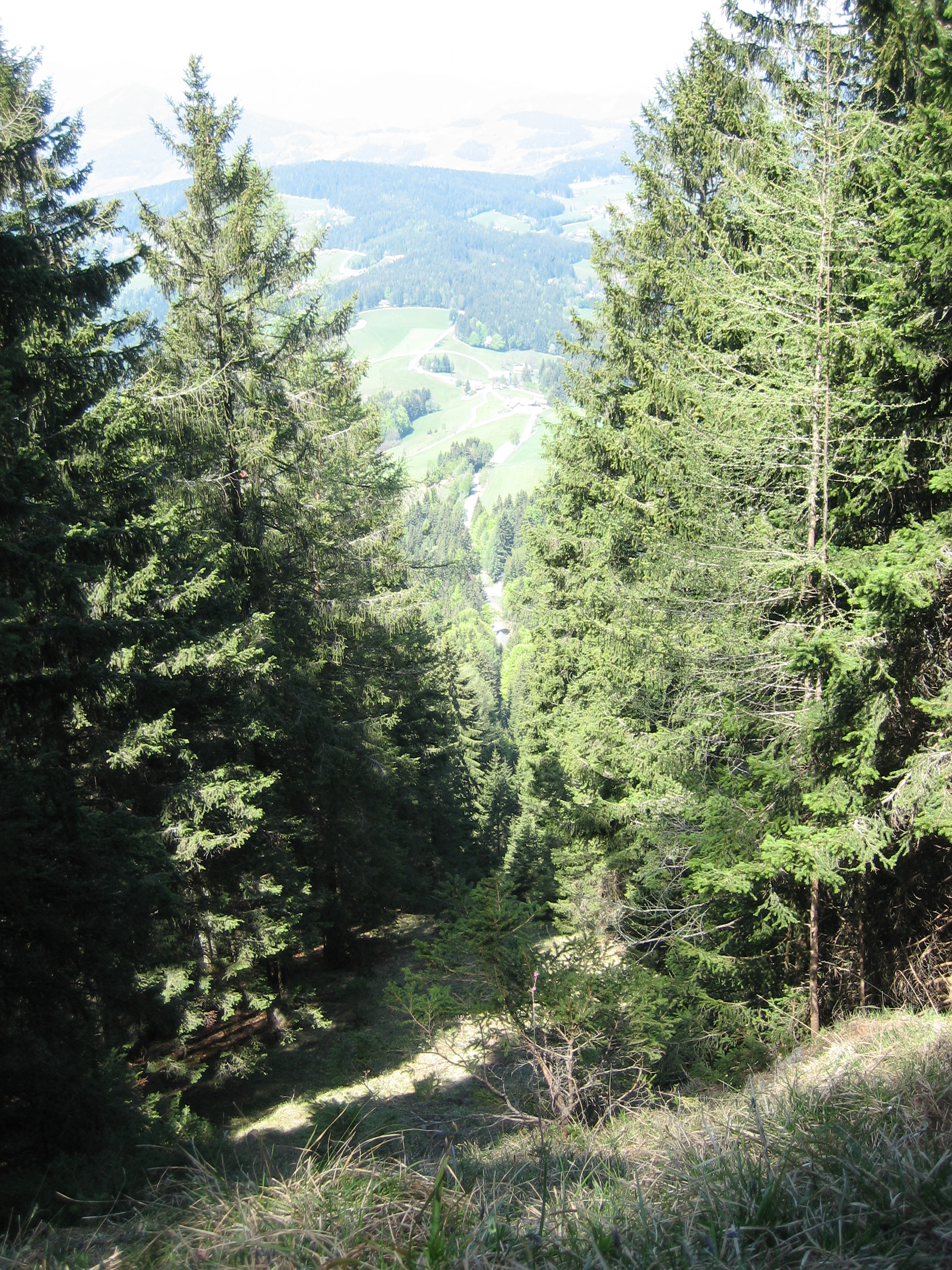
Nordlift: Trasse
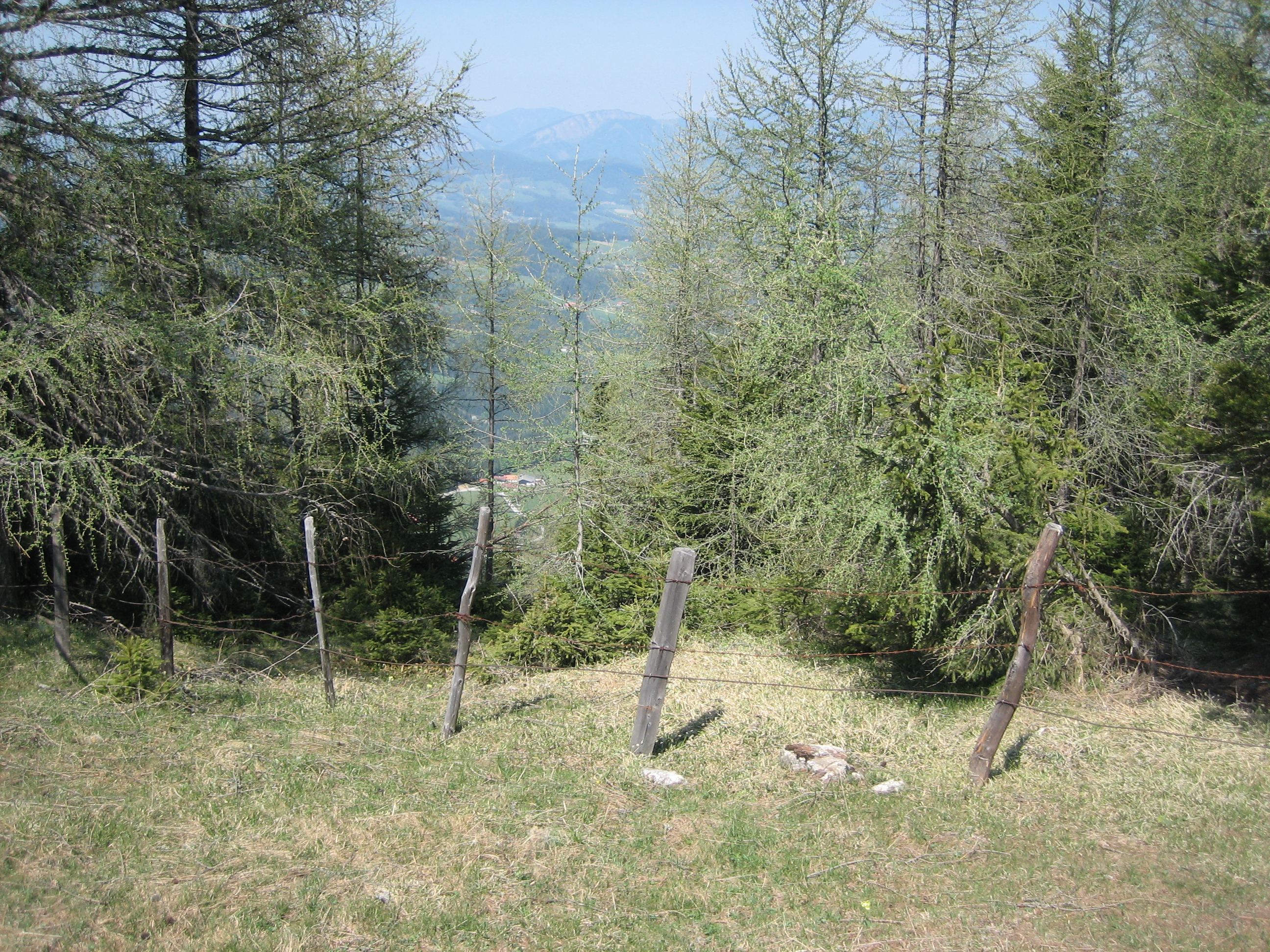
Nordlift: Trasse
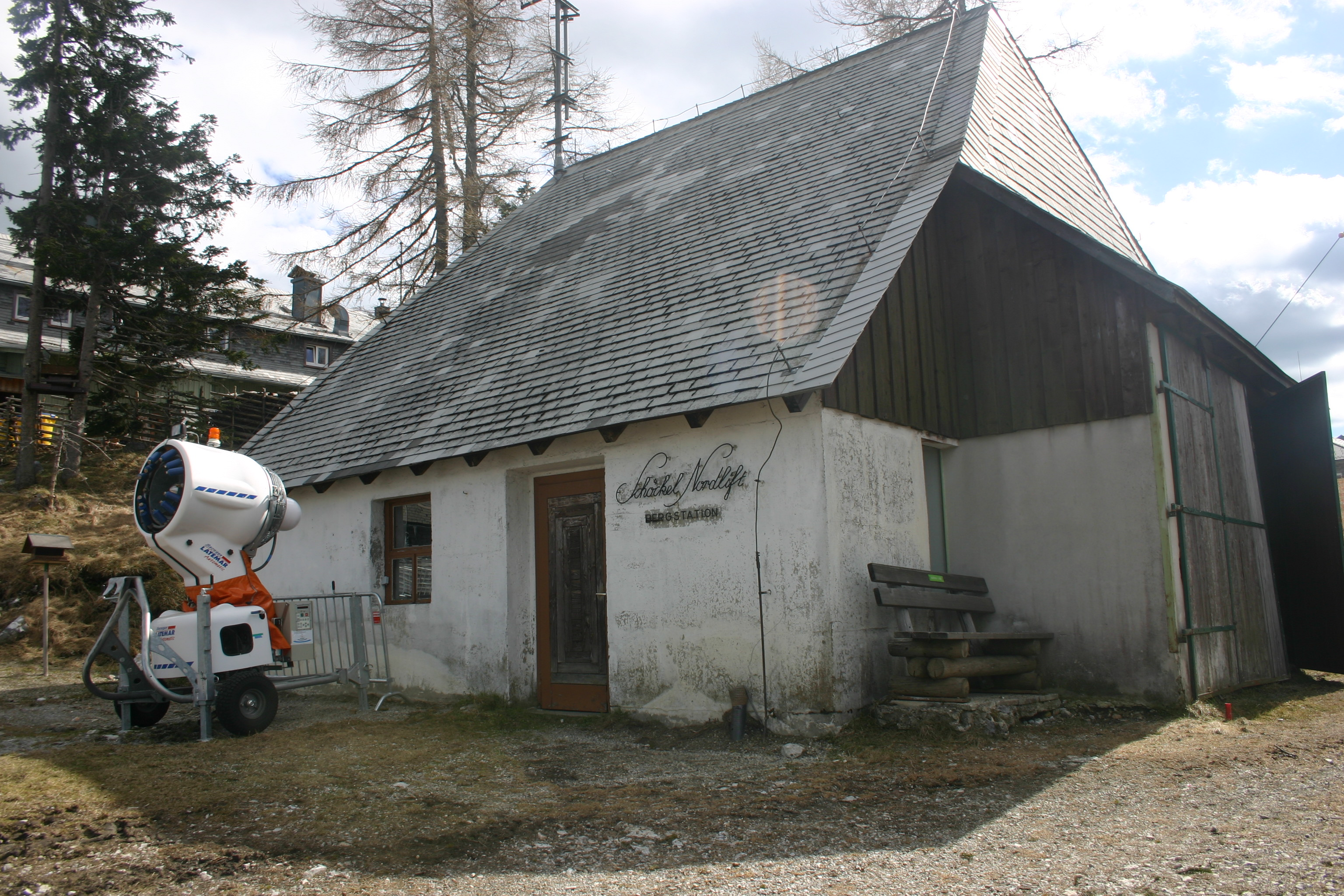
Nordlift: Bergstation
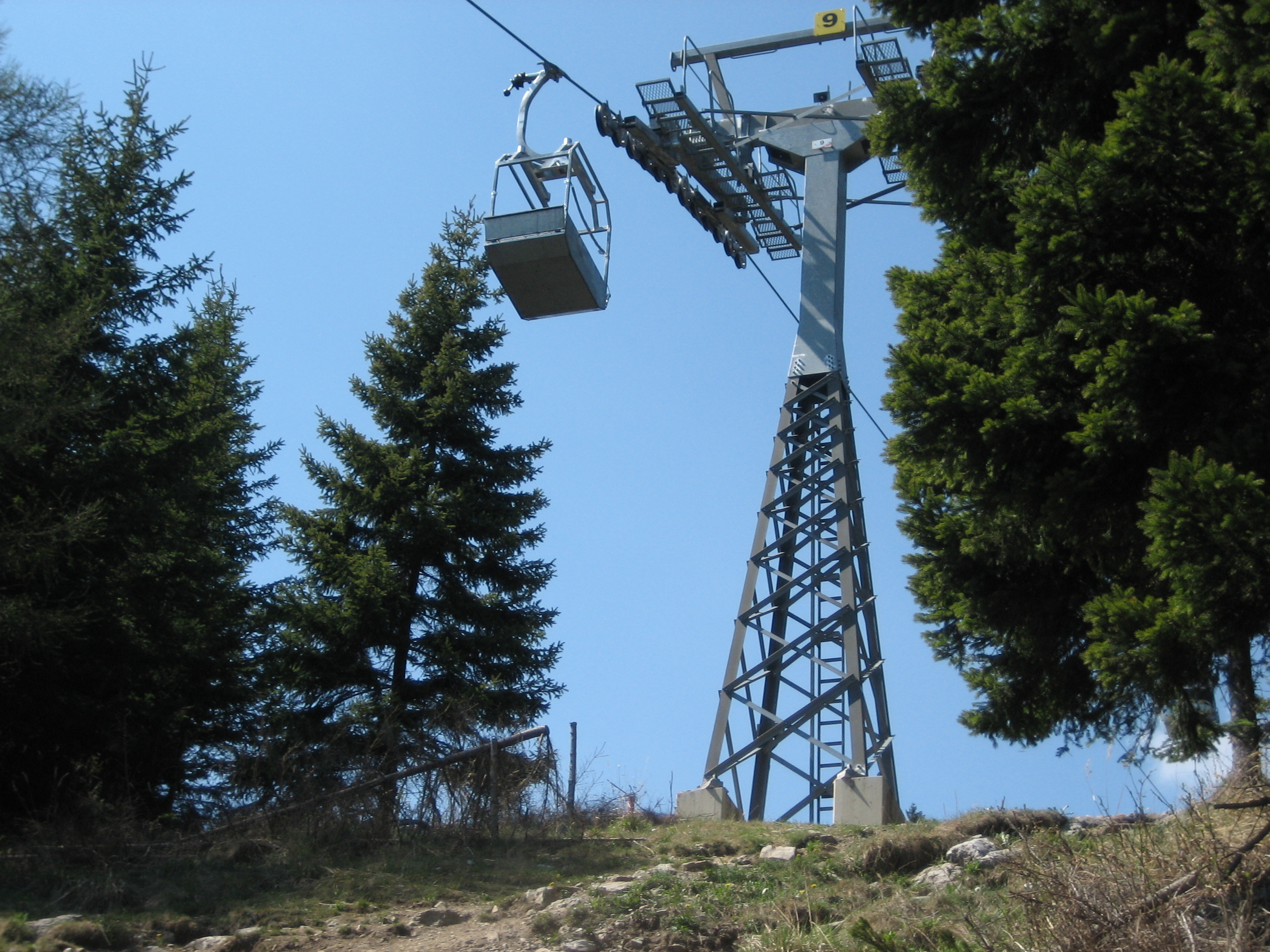
Aktuelle Schöckl-Seilbahn kurz vor der Bergstation
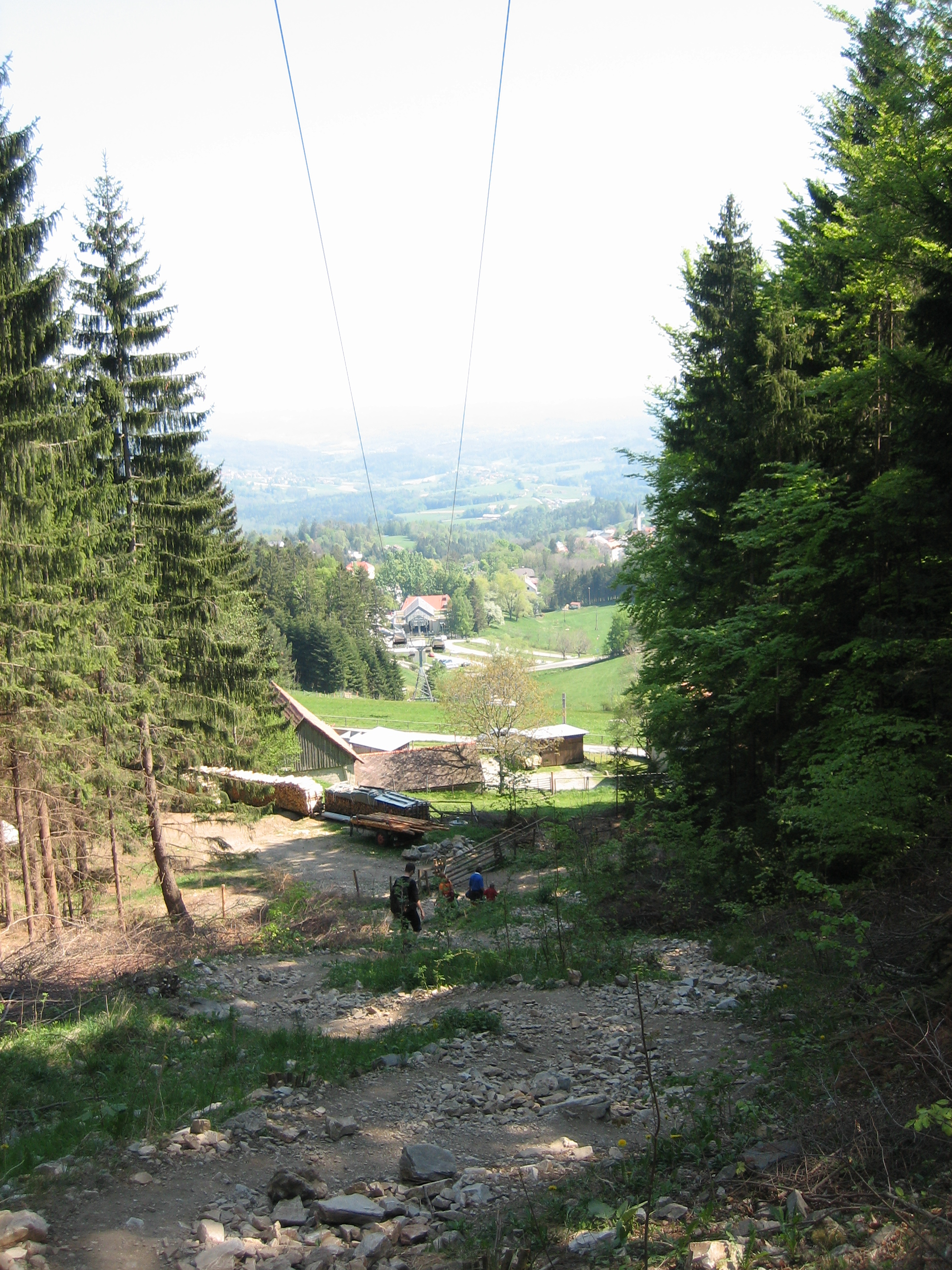
Kurz vor der Talstation
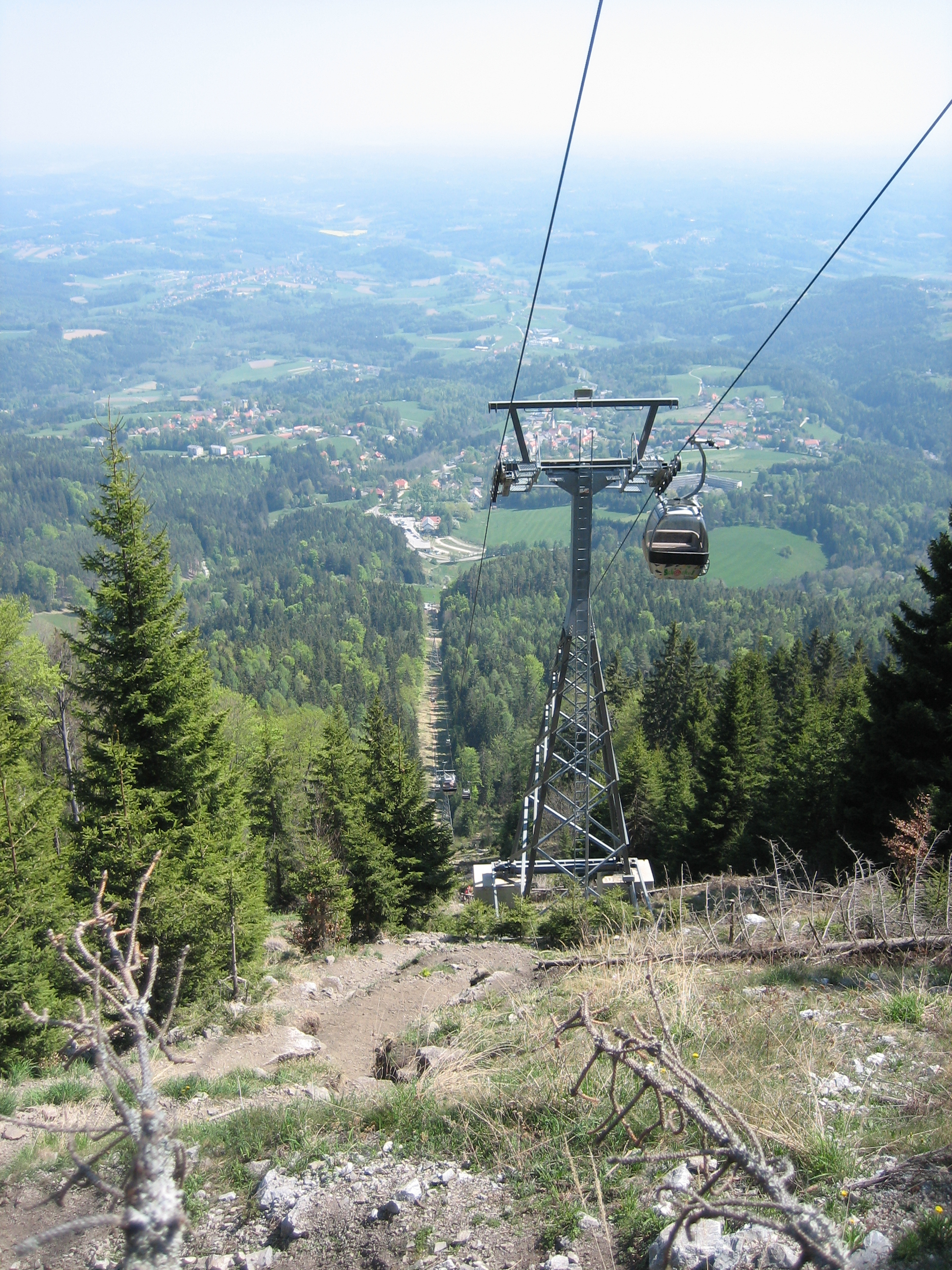
Schöckl-Talblick
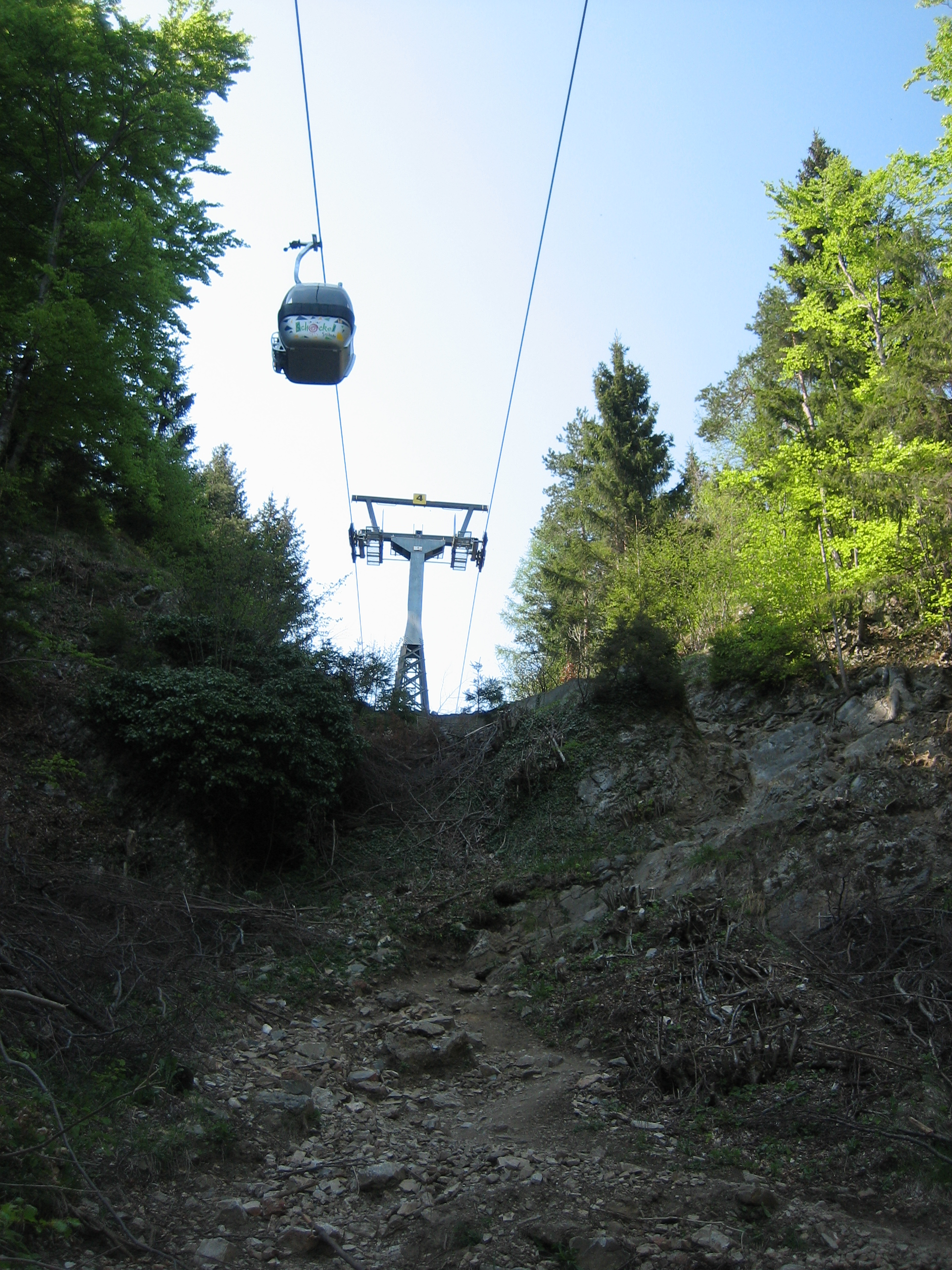
Schöckl-Bergblick
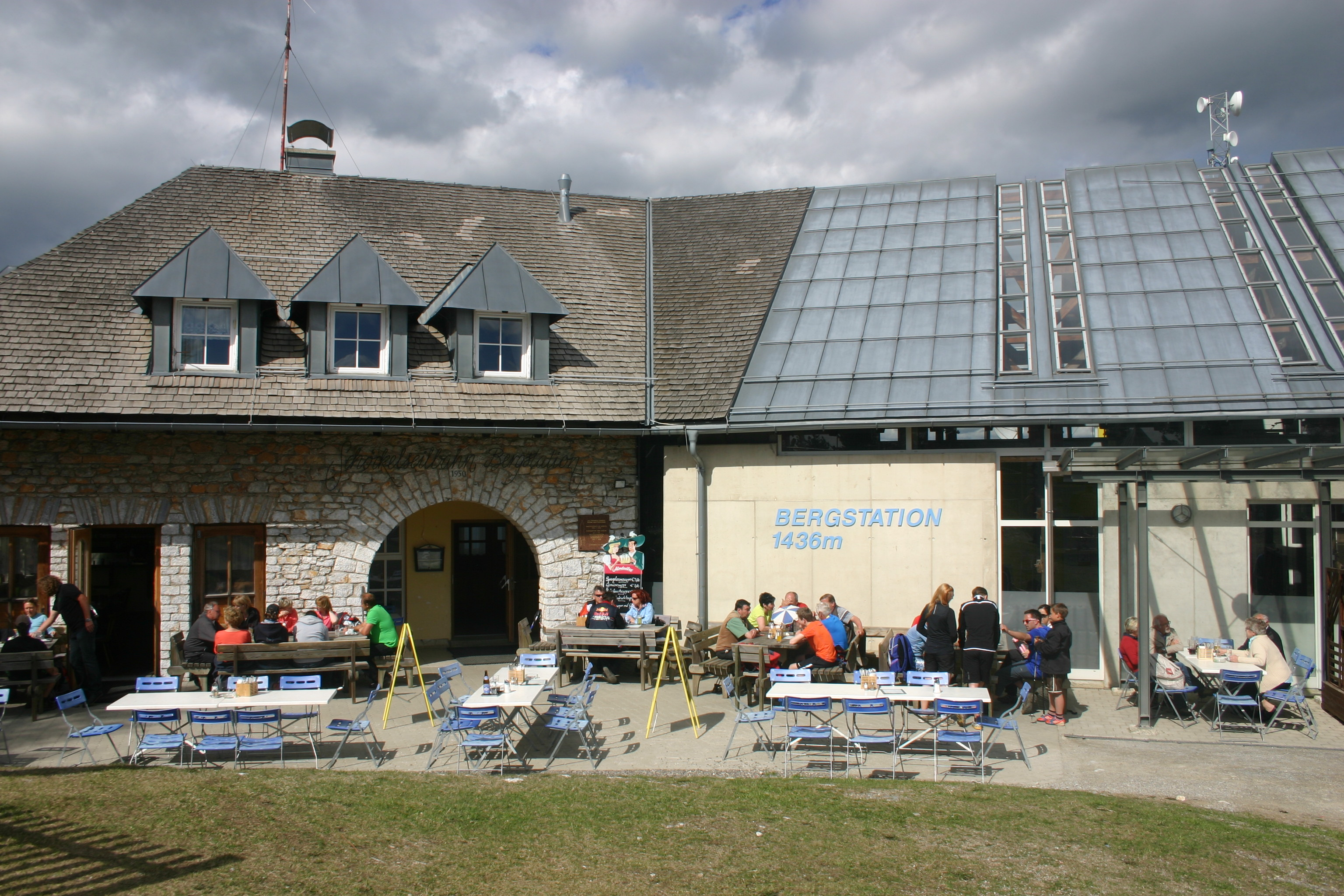
Schöckl-Seilbahn: Bergstation
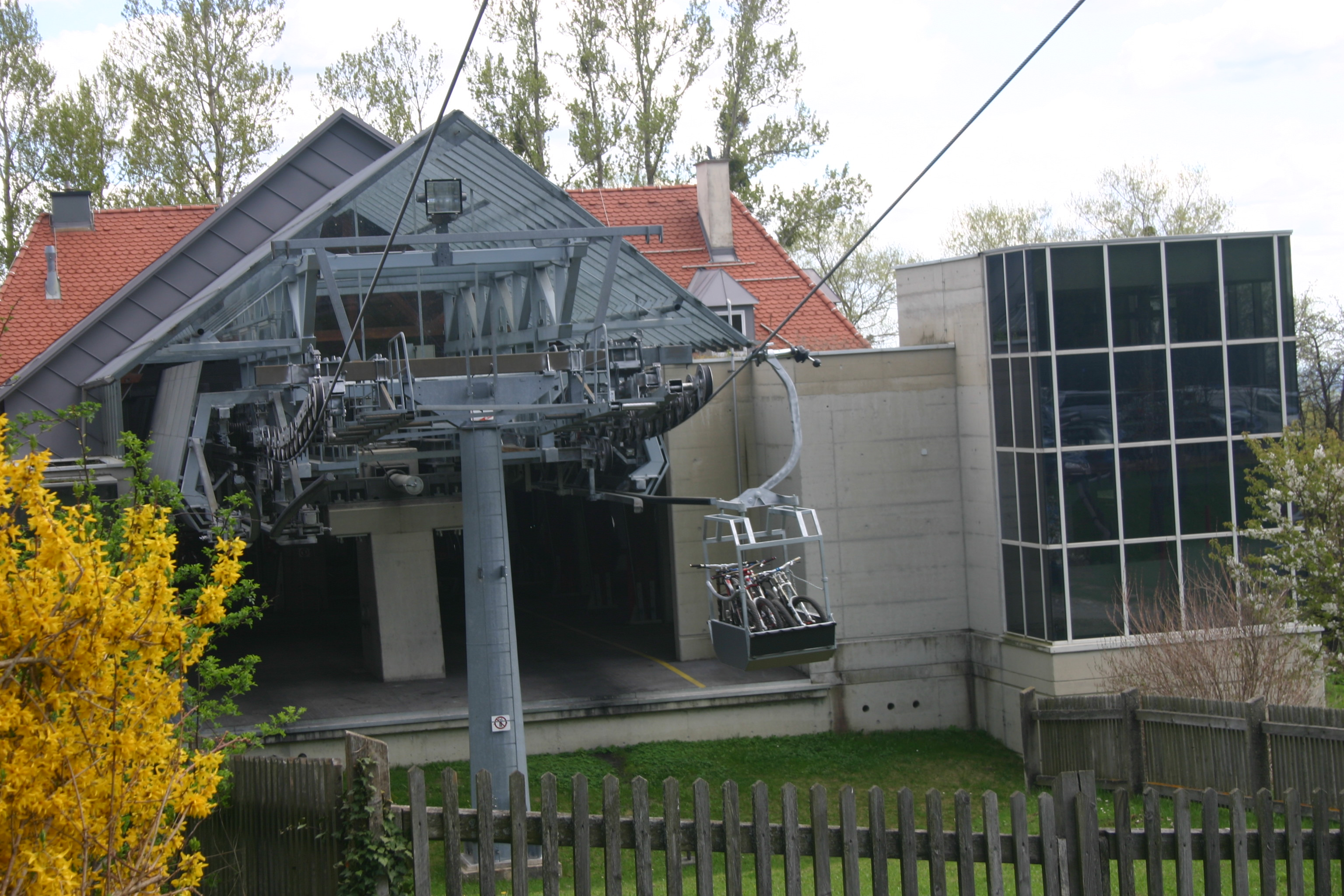
Schöckl-Seilbahn: Talstation mit Fahrradgondel